# Sisters Over Flowers
Chị gái đẹp hơn hoa (tiếng tiếng Hàn: 꽃보다 누나; Romaja: Ggotboda Nuna) là một chương trình truyền hình thực tế về du lịch của Hàn Quốc được phát sóng trên tvN từ ngày 29 tháng 11 năm 2013 đến ngày 17 tháng 1 năm 2014 trong 8 tập.
Chương trình có sự tham gia của các nữ diễn viên hàng đầu của Hàn Quốc Youn Yuh-jung, Kim Ja-ok, Kim Hee-ae, Lee Mi-yeon và Lee Seung-gi, họ cùng đi du lịch bụi 10 ngày qua Istanbul, Zagreb, Split và Dubrovnik.

## Cast
- Youn Yuh-jung
- Kim Ja-ok
- Kim Hee-ae
- Lee Mi-yeon
- Lee Seung-gi

## Sản xuất
Chương trình là spinoff của Grandpas Over Flowers, nhưng không giống như người tiền nhiệm với sự tham gia của các nam diễn viên kỳ cựu ở độ tuổi bảy mươi, PD Na Young-seok đã chọn các diễn viên nữ trung niên ở độ tuổi rộng hơn, với Lee Mi-yeon 42 tuổi, Kim Hee-ae 46 tuổi, Kim Ja-ok 62 tuổi và Youn Yuh-jung 66 tuổi. Tất cả bốn người phụ nữ chưa bao giờ xuất hiện trên các chương trình truyền hình / thực tế trước đây, nhưng Na Young-seok  nói rằng anh ấy "tìm kiếm những nữ diễn viên có cá tính siêu việt" và "những người khôn ngoan, có những trải nghiệm và câu chuyện cuộc đời tuyệt vời để kể".
Sau đó, anh đã chọn ca sĩ kiêm diễn viên 27 tuổi Lee Seung-gi làm bạn đồng hành cùng các nữ diễn viên và là "cậu bé hành lý", mặc dù sau đó  Lee Seung-gi đã thừa nhận anh gặp khó khăn trong nhiệm vụ làm hướng dẫn viên du lịch. Lee Seung-gi  trước đây đã làm việc với PD Na Young-seok và ê-kíp của anh ấy trong một chương trình thực tế đình đám khác, 2 Days & 1 Night.
Na cho biết anh chọn Đông Âu là điểm đến của chương trình vì hầu hết người Hàn Quốc không quen thuộc với nó và anh ca ngợi Croatia là "kỳ lạ", cũng như "màu sắc mạnh mẽ, phong cảnh đẹp với nhiều di sản văn hóa".

## Tiếp nhận
Sisters Over Flowers là một cú hit với khán giả, vượt qua Grandpas Over Flowers khi ghi nhận tỷ suất người xem trung bình là 7,5%, cao nhất là 10,5%. Trong khi hầu hết các chương trình cáp của Hàn Quốc hiếm khi đạt rating 1%, rating này đã củng cố thành công cho nhượng quyền thương mại.
Nó cũng có tác động đáng chú ý đến du lịch ở Croatia. Từ 70.000 khách du lịch Hàn Quốc vào năm 2013, sau khi chương trình được phát sóng, con số này đã tăng mạnh lên 147.000 từ tháng 2 đến tháng 7 năm 2014. Vào tháng 9 năm 2014, Chủ tịch Quốc hội Croatia, Josip Leko, đã thay mặt chính phủ trao Huân chương Ngôi sao Croatia cho Phó chủ tịch Tập đoàn CJ Lee Mi-kyung vì những đóng góp của bà cho du lịch và kinh tế Croatia. Lee Mi-kyung là người Hàn Quốc đầu tiên giành được sự công nhận cao nhất này từ chính phủ Croatia.
Chương trình càng làm tăng sự nổi tiếng của các nữ diễn viên Lee Mi-yeon và Kim Hee-ae, quần áo và phụ kiện mà họ mặc sau khi phát sóng đã cháy hàng.

## Rating
Trong các xếp hạng dưới đây, xếp hạng cao nhất cho chương trình sẽ có màu red và xếp hạng thấp nhất cho chương trình sẽ có màu blue. 
| Episode | Date                      | AGB Nielsen (Nationwide) |
| ------- | ------------------------- | ------------------------ |
| 1       | ngày 29 tháng 11 năm 2013 | 9.8%                     |
| 2       | ngày 6 tháng 12 năm 2013  | 8.6%                     |
| 3       | ngày 13 tháng 12 năm 2013 | 9.0%                     |
| 4       | ngày 20 tháng 12 năm 2013 | 7.6%                     |
| 5       | ngày 27 tháng 12 năm 2013 | 7.6%                     |
| 6       | ngày 3 tháng 1 năm 2014   | 7.0%                     |
| 7       | ngày 10 tháng 1 năm 2014  | 6.2%                     |
| 8       | ngày 17 tháng 1 năm 2014  | 6.6%                     |

- Lưu ý rằng chương trình phát sóng trên kênh truyền hình cáp (truyền hình trả tiền), đóng vai trò trong sự hấp thụ chcó lương khán giả tương đối nhỏ khi so sánh với các chương trình phát sóng (FTA) trên các mạng công cộng như KBS, SBS, MBC hoặc EBS.

## Giải thưởng và đề cử
| Năm  | Giải         | Hạng mục                    | Recipient            | Kết quả   |
| ---- | ------------ | --------------------------- | -------------------- | --------- |
| 2016 | tvN10 Awards | Best Content Award, Variety | Sisters Over Flowers | Đoạt giải |
| 2016 | tvN10 Awards | Two Star Award              | Youn Yuh-jung        | Đề cử     |